# Eleutherodactylus verruculatus
Eleutherodactylus verruculatus (tên tiếng Anh Rana-chirrionera Menor) là một loài ếch trong họ Leptodactylidae. Chúng là loài đặc hữu của México.